# 마이클 무어
마이클 프랜시스 무어(Michael Francis Moore, 1954년 4월 23일 - )는 미국의 영화 감독이자 작가이다. 세계화, 다국적기업, 총기 소유에 대해 비판적인 입장을 가지고 있으며 이에 적극적으로 반대하고 이러한 상황을 개선하는 사회 개혁 활동에 앞장서고 있다. 이라크 전쟁을 일으킨 2003년 3월 20일, 아카데미 시상식에서 발언한 조지 W. 부시 정권에 대한 독설로도 유명하다.

## 성장 과정

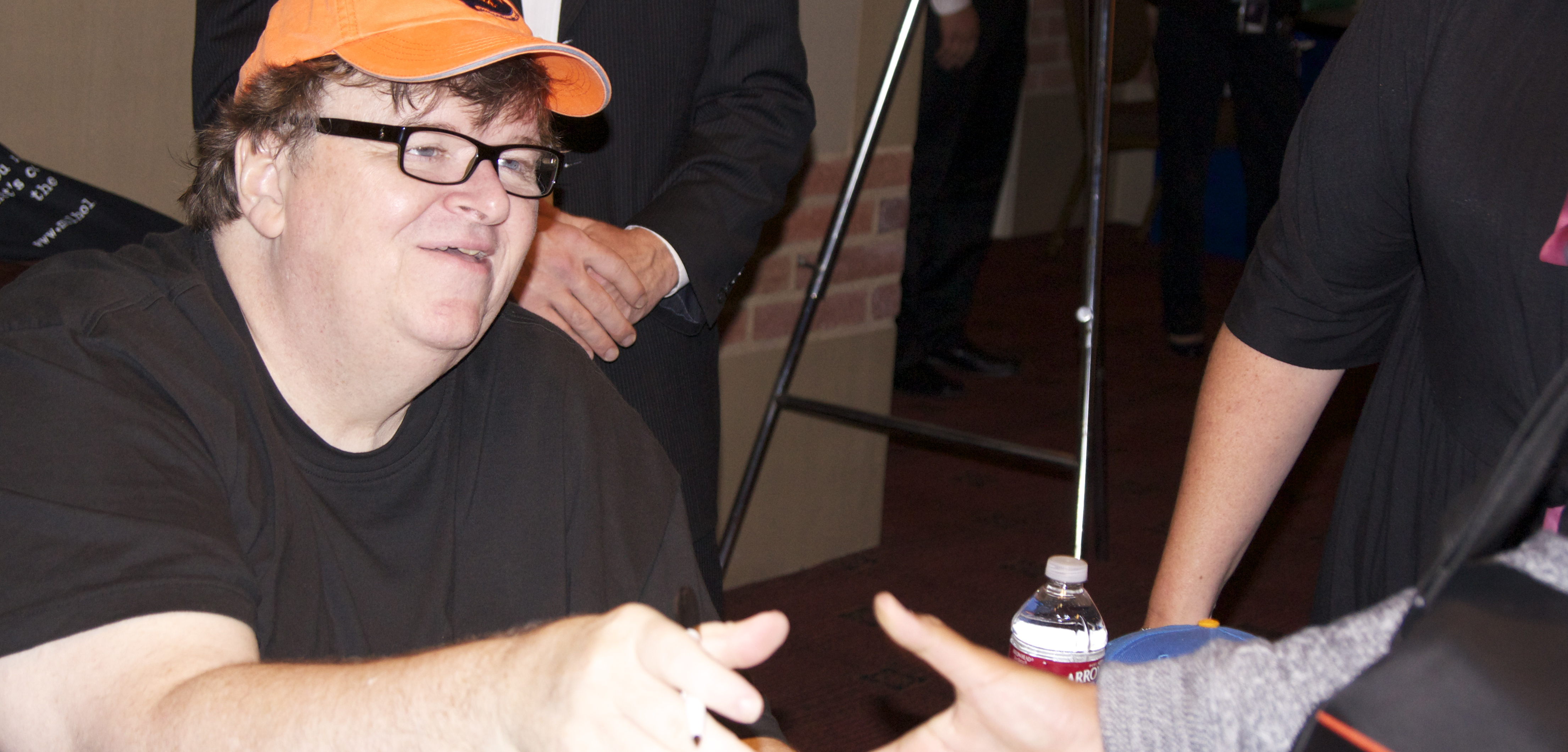
마이클 프랜시스 무어

미국 미시간주 플린트에서 태어나 초등학교 때 지하 신문을 만들고 고등학교 때는 자기 학교의 교장 교감을 자르겠다는 공약으로 교육 위원회 위원이 되었고(최연소 당선자였음) 이후에는 캠퍼스 내에 주차장이 없다는 이유로 대학교를 중퇴한 특이한 경력의 그는, 35세까지 변변한 직업이 없이 살았다. 그러나 신자유주의가 맹위를 떨치기 시작하던 1986년, 다니던 직장에서 퇴사당하여 고향으로 돌아온 직후부터, 퇴직금으로 구입한 16밀리미터 카메라와 함께 다큐멘터리 영화감독으로서의 경력을 쌓기 시작했다. '어떻게 (자신의 고향에서)순식간에 이런 일(폐허)이 일어났을까?'에 대한 의문을 해결하고자 3년여에 걸친 인터뷰와 자료수집 끝에 

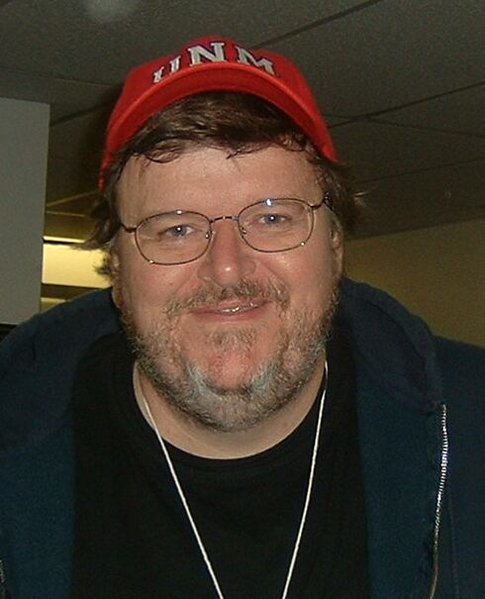
영화 감독 마이클 무어

《로저와 나》(1989년)를 발표했고, 그 이후 '왜 유독 미국에서는 총기사고가 빈번할까?'에 대한 의문에 답하고자 《볼링 포 콜롬바인》(2002년)을 제작하였는데, 이 영화가 그해 제55회 칸 영화제 55주년 특별상을 수상하면서 그의 조국 미국을 비롯하여 세계 각국에서 폭발적인 반응과 성원을 얻었다. 그 이후, 비록 소기의 목적은 달성하지 못하였으나 '조지 W. 부시의 재집권을 막기 위해' 《화씨 9/11》(2004)을 제작, 칸 영화제에서 황금종려상을 수상했고. 미국과 대한민국 등을 비롯하여 전 세계 대부분의 지역에서 다큐멘터리 영화 사상 최대의 흥행을 기록하였다.

## 정치적 입장
2000년 미국 대통령 선거에서 민주당의 앨 고어 후보와 녹색당의 랠프 네이더 후보 사이에서, 조지 W. 부시를 미합중국 제43대 대통령직에 당선되지 못하도록 미국내 모든 진보 및 개혁진영의 후보단일화를 이뤄내지 못한 일을 천추의 한으로 여기는 그는, 2004년 미국 대통령 선거의 민주당 후보경선에서 웨슬리 클라크(전 나토 총사령관)후보를 지지하고, 존 케리가 최종 후보가 되었을때는 비판적 지지입장을 밝혔다.
2007년에는 앨 고어의 2008년 미국 대통령 선거 출마 촉구를 위한 활동을 벌였다. 그의 영화와 그의 각종 사회활동 등은, 그동안 부시를 지지하는 집단(주로 공화당원들과 폭스 뉴스 극우논객들)이나 사람들로부터 '거짓말쟁이', '정신나간 선동가', '좌파 출세주의자'라는 등 혹독한 비난을 받기도 했다. 2008년 4월 21일, 그동안의 침묵을 깨고 그의 공식홈페이지에서 '지지자들에게 보내는 편지'를 통해 제44대 미국 대통령 선거에서 버락 오바마 지지를 공식 선언했다.

## 가족
현재는 뉴욕 시에서, 1991년에 결혼한 그의 아내이자 동료인 캐슬린 그린(Kathleen Glynn)감독과, 최근 대학을 졸업한 그의 딸 나탈리(Natalie)와 함께 살고있다.

## 영화 목록
- 《로저와 나》(Roger & Me) 1989
- 《캐나다의 베이콘》(Canadian Bacon) 1995
- 《빅 원》(The Big One) 1997
- 《볼링 포 콜롬바인》(Bowling For Columbine) 2002
- 《화씨 9/11》(Fahrenheit 9/11) 2004
- 《식코》(SiCKO) 2007
- 《Slacker Uprising》 2008
- 《캐피탈리즘: 러브 스토리》 2009
- 《다음 침공은 어디?》 2015
- 《화씨 11/9: 트럼프의 시대》 2019
- 《Planet of the Humans》 2020 (Documentary on youtube)

## 저서 목록
- 《이봐, 내 나라를 돌려줘》(Dude, Where's My Country?) ISBN 0-446-53223-1
- 《멍청한 백인들》(Stupid White Men ...and Other Sorry Excuses for the State of the Nation!) ISBN 0-06-039245-2
- 《세상에 부딪쳐라 세상이 답해줄 때까지》(Here comes trouble) ISBN 978-1-4555-0857-0